# Nicola Negro
Nicola Negro, född 10 januari 1980 i Treviso i Italien, är en volleybolltränare. 
Negro började sin tränarkarriär som tjugoåring. Han blev 2003 biträdande tränare och scout för Spes Conegliano, som då spelade i Serie B1. Under de följande tio åren var biträdande tränare eller motsvarande för flera andra framgångsrika, främst italiensk, lag (Joy Volley Vicenza, Volley Pool Piave, Volley Club Padova, Life Volley Milano, Sassuolo Volley, Trefl Sopot och Azärreyl QVK). Han var även 2007-2010 assistent till förbundskapten för Turkiets damlandslag Alessandro Chiappini.
Sedan 2013 har han tagit steget upp till huvudtränare och tränat klubbar i Italien, Polen, Rumänien, Slovenien och Brasilien. Han är sedan 2019 tränare för Minas Tênis Clube och har med dem vunnit flera brasilianska mästerskap och utsetts till årets tränare i landet. Sedan 2023 är han även förbundskapten för Mexiko.